# Sveti Nikole
Sveti Nikole (macedonio: Свети Николе [ˌsfɛːti ˈnikɔlɛ], literalmente "San Nicolás") es una villa de Macedonia del Norte, capital del municipio homónimo.
En 2002 tenía 13 746 habitantes, lo cual supone más de dos terceras partes de la población municipal. Su población se compone en un 97 % por macedonios y en un 1 % por aromunes.
Se sitúa en el centro de una llanura llamada Ovče Pole, famosa por ser una importante área de pastoreo de ovejas. Según una leyenda, la localidad debe su nombre a una iglesia del siglo XIV dedicada a Nicolás de Bari.
Se sitúa sobre la carretera A4, a medio camino entre Kumanovo y Štip.